# Aldo Trivella
Aldo Trivella (ur. 1 kwietnia 1921 w Sankt Moritz, zm. 2 czerwca 1978 w Chiesa in Valmalenco) – włoski skoczek narciarski, uczestnik Zimowych Igrzysk Olimpijskich 1948 w Sankt Moritz.
Na igrzyskach w 1948 roku w Sankt Moritz wystąpił w zawodach na skoczni normalnej K-68. W pierwszej serii uzyskał najgorszą odległość konkursu – 41,5 metra. W drugiej poprawił się jednak o 17,5 metra i z notą łączną 176,6 pkt. zajął 38. miejsce w stawce 46 zawodników, którzy ukończyli zawody. 
Był dziewięciokrotnym medalistą mistrzostw Włoch w skokach narciarskich, w tym trzy razy złotym.